# Список лидеров кинопроката США 2023 года
Список лидеров кинопроката США 2023 года содержит аннотированное перечисление фильмов, которые занимали первое место в США по итогам сборов каждой из недель 2023 года.

## Список
Указаны сборы в кинопрокате за одну текущую неделю.
| #  | Дата             | Фильм                                          | Сборы        | Примечания |
| -- | ---------------- | ---------------------------------------------- | ------------ | --- |
| 1  | 8 января 2023    | Аватар: Путь воды                              | $45 838 986  | «Чёрная пантера: Ваканда навеки» и «Аватар: Путь воды» стали первыми двумя фильмами, которые последовательно лидировали по кассовым сборам в течение четырёх выходных подряд после «Голодных игр: Сойка-пересмешница. Часть 2» и «Звёздных войн: Пробуждение силы» в 2015 и 2016 годах. |
| 2  | 15 января 2023   | Аватар: Путь воды                              | $32 824 684  | «Чёрная пантера: Ваканда навеки» и «Аватар: Путь воды» стали первыми двумя фильмами подряд, которые лидировали по кассовым сборам в течение пяти выходных подряд каждый после «Слежки» и «Рокового влечения» в 1987 году. |
| 3  | 22 января 2023   | Аватар: Путь воды                              | $20 133 106  | «Аватар: Путь воды» стал первым фильмом после «Аватара», который шесть уик-эндов подряд лидировал по кассовым сборам. За выходные мировые кассовые сборы фильма превысили 2 миллиарда долларов. |
| 4  | 29 января 2023   | Аватар: Путь воды                              | $15 968 532  | «Аватар: Путь воды» стал первым фильмом после «Аватара», который лидировал по кассовым сборам семь выходных подряд. |
| 5  | 5 февраля 2023   | Стук в дверь                                   | $14 127 170  | |
| 6  | 12 февраля 2023  | Супер Майк: Последний танец                    | $8 305 317   | |
| 7  | 19 февраля 2023  | Человек-муравей и Оса: Квантомания             | $106 109 650 | |
| 8  | 26 февраля 2023  | Человек-муравей и Оса: Квантомания             | $31 964 803  | |
| 9  | 5 марта 2023     | Крид 3                                         | $58 370 007  | «Крид 3» побил рекорд «Крида 2» (35,2 миллиона долларов) по самому кассовому дебютному уик-энду для фильма о боксе, а также рекорд «Всё или ничего» (47,6 миллиона долларов) по самому кассовому дебютному уик-энду для спортивного фильма. |
| 10 | 12 марта 2023    | Крик 6                                         | $44 447 270  | |
| 11 | 19 марта 2023    | Шазам! Ярость богов                            | $30 111 158  | |
| 12 | 26 марта 2023    | Джон Уик 4                                     | $73 817 950  | |
| 13 | 2 апреля 2023    | Подземелья и драконы: Честь среди воров        | $37 205 784  | |
| 14 | 9 апреля 2023    | Братья Супер Марио в кино                      | $146 361 865 | «Братья Супер Марио в кино» побили рекорд «Соника 2 в кино» (72,1 миллиона долларов) по самому кассовому дебютному уик-энду для адаптации видеоигры, а также превзошли общие сборы (190,9 миллиона долларов) и стали самой кассовой адаптацией видеоигры за всё время в домашнем прокате. Его первый мировой уик-энд (377 миллионов долларов) побил рекорд «Холодного сердца 2» (358,5 миллиона долларов) как самый кассовый дебютный мировой уик-энд для анимационного фильма. |
| 15 | 16 апреля 2023   | Братья Супер Марио в кино                      | $92 347 190  | «Братья Супер Марио в кино» побили рекорд «Холодного сердца 2» (85,9 миллиона долларов) по самым высоким общим сборам за второй уик-энд для анимационного фильма. Они также обогнали «Варкрафт» и стали самой кассовой адаптацией видеоигры всех времён в мировом прокате. |
| 16 | 23 апреля 2023   | Братья Супер Марио в кино                      | $59 930 940  | «Братья Супер Марио в кино» побили рекорд «Суперсемейки 2» (46,4 миллиона долларов) по самым высоким кассовым сборам за третий уик-энд для анимационного фильма. |
| 17 | 30 апреля 2023   | Братья Супер Марио в кино                      | $40 835 805  | «Братья Супер Марио в кино» побили рекорд «Суперсемейки 2» (28,4 миллиона долларов) по самым высоким сборам за четвёртый уик-энд для анимационного фильма. Они также стали первым фильмом после «Аватара: Путь воды», который лидировал по кассовым сборам четыре уик-энда подряд, и первым анимационным фильмом, чьи сборы превысили 1 миллиард долларов в мировом прокате после « Холодного сердца 2». |
| 18 | 7 мая 2023       | Стражи Галактики. Часть 3                      | $118 414 021 | |
| 19 | 14 мая 2023      | Стражи Галактики. Часть 3                      | $62 008 548  | |
| 20 | 21 мая 2023      | Форсаж 10                                      | $67 017 410  | |
| 21 | 28 мая 2023      | Русалочка                                      | $95 578 040  | |
| 22 | 4 июня 2023      | Человек-паук: Паутина вселенных                | $120 663 589 | |
| 23 | 11 июня 2023     | Трансформеры: Восхождение Звероботов           | $61 045 464  | |
| 24 | 18 июня 2023     | Флэш                                           | $55 043 679  | |
| 25 | 25 июня 2023     | Человек-паук: Паутина вселенных                | $19 003 633  | «Человек-паук: Паутина вселенных» вернул себе первое место в четвёртый уик-энд после выпуска, что сделало его первым фильмом после «Братьев Супер Марио в кино», который стал лидером по кассовым сборам в четвёртый уик-энд. |
| 26 | 2 июля 2023      | Индиана Джонс и Колесо судьбы                  | $60 368 101  | |
| 27 | 9 июля 2023      | Астрал 5: Красная дверь                        | $33 013 036  | |
| 28 | 16 июля 2023     | Миссия невыполнима: Смертельная расплата       | $54 688 347  | |
| 29 | 23 июля 2023     | Барби                                          | $162 022 044 | «Барби» побила рекорд «Мальчишника 2: Из Вегаса в Бангкок» (85,9 млн долларов) по самому кассовому дебютному уик-энду для комедии с живыми актерами, рекорд «Голодных игр» (152,5 млн долларов) по самому кассовому дебютному уик-энду для несиквела, рекорд «Капитана Марвел» (153 миллиона долларов) по самому кассовому дебютному уик-энду для фильма, снятого женщиной, рекорд «Трансформеров: Месть падших» (108,9 миллиона долларов) по самому кассовому дебютному уик-энду для фильма, основанного на игрушке, и рекорд «Тёмного рыцаря: Возрождение легенды» (160,8 миллиона долларов) как самый кассовый дебютный уик-энд для фильма, не выпущенного в 3D. У неё был самый кассовый дебютный уик-энд в 2023 году. |
| 30 | 30 июля 2023     | Барби                                          | $93 011 602  | У «Барби» был самый кассовый второй уик-энд со времён «Мстителей: Финал» (147,4 миллиона долларов). |
| 31 | 6 августа 2023   | Барби                                          | $53 008 647  | |
| 32 | 13 августа 2023  | Барби                                          | $33 833 294  | «Барби» стала первым фильмом после «Братьев Супер Марио в кино», который лидировал по кассовым сборам четыре уик-энда подряд. |
| 33 | 20 августа 2023  | Синий Жук                                      | $25 030 225  | В течение недели «Оппенгеймер» обогнал «Зверопой» и стал самым кассовым фильмом, никогда не занимавшим первое место. |
| 34 | 27 августа 2023  | Гран Туризмо                                   | $17 410 552  | |
| 35 | 3 сентября 2023  | Великий уравнитель 3                           | $34 604 229  | |
| 36 | 10 сентября 2023 | Проклятие монахини 2                           | $32 603 336  | |
| 37 | 17 сентября 2023 | Проклятие монахини 2                           | $14 534 579  | За выходные мировые сборы «Оппенгеймера» (912,7 миллиона долларов) превзошли общую кассу «Богемской рапсодии» (902 миллиона долларов) как самого кассового биографического фильма за всю историю. |
| 38 | 24 сентября 2023 | Проклятие монахини 2                           | $8 550 110   | |
| 39 | 1 октября 2023   | Щенячий патруль: Мегафильм                     | $22 764 354  | |
| 40 | 8 октября 2023   | Изгоняющий дьявола: Верующий                   | $26 497 600  | |
| 41 | 15 октября 2023  | Taylor Swift: The Eras Tour                    | $92 804 678  | «Taylor Swift: The Eras Tour» побил рекорд «Ханна Монтана и Майли Сайрус: Концертный тур «Две жизни» (31,1 миллиона долларов) как самый кассовый дебютный уик-энд фильма-концерта. Он также стал самым кассовым фильмом-концертом всех времён во всём мире, побив рекорд фильма «Джастин Бибер: Никогда не говори никогда» (99 миллионов долларов). |
| 42 | 22 октября 2023  | Taylor Swift: The Eras Tour                    | $33 209 039  | «Taylor Swift: The Eras Tour» стал первым фильмом-концертом, который возглавлял бокс-офис за два уик-энда. |
| 43 | 29 октября 2023  | Пять ночей с Фредди                            | $80 001 720  | Одновременно выпущен на Peacock. «Пять ночей с Фредди» побили рекорд «Кота в сапогах» (34,1 миллиона долларов) по самому кассовому дебютному уик-энду на Хэллоуин. Они также побили рекорд «Соника 2 в кино» (72,1 миллиона долларов) как самый кассовый дебютный уик-энд игрового фильма, основанного на видеоигре. |
| 44 | 5 ноября 2023    | Пять ночей с Фредди                            | $19 001 870  | |
| 45 | 12 ноября 2023   | Капитан Марвел 2                               | $46 110 859  | |
| 46 | 19 ноября 2023   | Голодные игры: Баллада о змеях и певчих птицах | $44 607 143  | |
| 47 | 26 ноября 2023   | Голодные игры: Баллада о змеях и певчих птицах | $29 042 517  | |
| 48 | 3 декабря 2023   | Ренессанс: Фильм Бейонсе                       | $21 801 216  | |
| 49 | 10 декабря 2023  | Мальчик и птица                                | $13 011 722  | «Мальчик и птица» стал первым фильмом на иностранном языке, а также первым японским анимационным фильмом со времён «Драконий жемчуг: Супер — Супергерой», занявшим первое место по кассовым сборам. |
| 50 | 17 декабря 2023  | Вонка                                          | $39 005 800  | |
| 51 | 24 декабря 2023  | Аквамен и потерянное царство                   | $27 686 211  | |
| 52 | 31 декабря 2023  | Вонка                                          | $22 477 006  | «Вонка» вернул себе первое место в третьи выходные после выпуска. |

## Самые кассовые фильмы
Ниже представлен список десяти фильмов, собравших наибольшую кассу в США и Канаде за 2023 год.
| Место | Название                           | Дистрибьютор  | Сборы, $    |
| ----- | ---------------------------------- | ------------- | ----------- |
| 1     | Барби                              | Warner Bros.  | 636 238 421 |
| 2     | Братья Супер Марио в кино          | Universal     | 574 934 330 |
| 3     | Человек-паук: Паутина вселенных    | Sony          | 381 311 319 |
| 4     | Стражи Галактики. Часть 3          | Disney        | 358 995 815 |
| 5     | Оппенгеймер                        | Universal     | 329 862 540 |
| 6     | Русалочка                          | Disney        | 298 172 056 |
| 7     | Вонка                              | Warner Bros.  | 218 402 312 |
| 8     | Человек-муравей и Оса: Квантомания | Disney        | 214 504 909 |
| 9     | Джон Уик 4                         | Lionsgate     | 187 131 806 |
| 10    | Звук свободы                       | Angel Studios | 184 178 046 |